# Alan Hilario
Alan Hilario (* 19. Oktober 1967 in Quezon City, Metro Manila, Philippinen) ist ein philippinischer Komponist Neuer Musik. Er lebt in Deutschland in Ulm.

## Leben und Werk
Seine musikalische Ausbildung erhielt Alan Hilario als Geiger unter anderem bei Gilopez Kabayao. Er studierte Komposition an der Universität der Philippinen (1985 bis 1988) und war Violinist im Philippine Philharmonic Orchestra (1988 bis 1992). Daneben komponierte er in dieser Zeit für einige Filme, etwa für die philippinisch-deutsche Produktion Bayani – Der Held über den philippinischen Revolutionär Andrés Bonifacio (1992, Regie: Raymond Red), die auf der Berlinale gezeigt wurde.
Von 1992 bis 1996 studierte er als Stipendiat des DAAD Komposition an der Musikhochschule Freiburg bei Mathias Spahlinger und elektronische Musik bei Mésias Maiguashca und bekam 1997 den Kompositionspreis der Landeshauptstadt Stuttgart.
2000 nahm Alan Hilario am Stage d’Automne am IRCAM Paris teil und war Dozent der 40. Internationalen Darmstädter Ferienkurse für Neue Musik. 2011 erhielt er einen von sechs „Kunstpreisen Berlin – Jubiläumsstiftung 1848/1948“, die in Erinnerung an die März-Revolution von 1848 vom Berliner Magistrat/Senat gestiftet wurden.
Alan Hilario thematisiert „wirtschaftliche wie kulturelle Disbalance, Überfluss und Mangel, kolonialistisches Denken und Rassismus,“ so ein SWR2-Porträt aus dem Jahr 2022. Der Komponist selbst fasste seine Haltung im Schlusswort seines Vortrags über den Zusammenhang von Kunst und Geld, den er 2017 an der Hochschule für Musik und darstellende Kunst Frankfurt/Main hielt, wie folgt zusammen: „Für mich besteht die Aufgabe von Kunst darin, die Gesellschaft im öffentlichen Diskurs adäquat zu begleiten und vielleicht sogar sinnvoll zu lenken, das heißt, dem unerträglichen Hass, der die Weltpolitik überschwemmt, Paroli zu bieten und einen Beitrag zu leisten, um den ewigen Kampf gegen Unterdrückung und Ungerechtigkeit fortzusetzen. Kunst und Musik hätten schon längst eine führendere Rolle in der Gesellschaft spielen können, wenn sie sich nicht dazu hergeben würden, als Geldanlage oder Mittel zur Geldwäsche, als Imageaufpolierungsmaßnahme und, bevorzugt als harmloses Zeug, um die Investitionen nicht zu gefährden, sich als Kapital zu realisieren.“
Für sein bisheriges Lebenswerk wurde Alan Hilario im Jahr 2022 der „Maria Ensle Preis“ der Kunststiftung Baden-Württemberg verliehen.

## Werke (Auswahl)
- ay (1993) für Flöte, Klarinette, Posaune, Cello, Schlagzeug und Klavier. Uraufführung: „Horizonte – Junge Komponisten“, 17. Januar 1994, Hochschule für Musik Freiburg, Ensemble des Instituts für Neue Musik, Johannes Schöllhorn, Leitung
- ang (1994) für drei Schlagzeuger und zwei Kontrabässe. UA: „Horizonte – Das Neue, das Fremde: Philippinen“, 26. Mai 1994, Kaufhaussaal am Münsterplatz, Freiburg, Ensemble des Instituts für Neue Musik, Johannes Schöllhorn, Leitung
- pakikisama (1995) für 21 Spieler mit Schlagzeug solo. UA: „vorEcho – Neue Musik in der Hochschule“, 1. Februar 1996, Hochschule für Musik Freiburg, Pascal Pons, Ensemble des Instituts für Neue Musik, Johannes Schöllhorn, Leitung. Weitere Aufführung: Preisträgerkonzert zum Kompositionspreis der Stadt Stuttgart 1997, 25. September 1998, Theaterhaus Stuttgart, Ensemble Varianti, Pascal Pons, Manfred Schreier, Leitung
- avec eric (1997) für Bassflöte, Altsaxophon und Tonband. UA: Vortragsabend, 24. Mai 1997, Hochschule für Musik Freiburg, Karin Hilario, Sascha Armbruster. Weitere Aufführung: „Live & Elektronik“ Drittes Nachwuchsforum der Gesellschaft für Neue Musik 1998, 6. Februar 1998, Frankfurt
- kibô (1997) für Violine oder Viola solo. UA: Vortragsabend, 24. Mai 1997, Hochschule für Musik Freiburg, Alistair Zaldua, Violine. Weitere Aufführung: 40. Internationale Ferienkurse für Neue Musik, 16. Juli 2000, Darmstadt, Barbara Maurer, Viola
- Überentwicklung-Unterentwicklung (1998) für Bassklarinette, Fagott, Tenorsaxophon, Horn, Posaune und Kontrabass. UA: „NovAntiqua“ Deutschlandfunk, 6. März 1999, Köln, Ensemble Aventure
- katalogos (Version von 1998) für drei Schlagzeuger, Viola, Cello, Trompete, Horn, Englisch Horn und Fagott. UA: Wittener Tage für neue Kammermusik 1999, 24. April 1999, Klangforum Wien
- early 70 ´s, three scenes in Brooklyn Street, Cubao (1999) für Solo Akkordeon, kleines Ensemble und Stummschmalfilm. UA: Donaueschinger Musiktage 1999, 16. Oktober 1999, Ensemble Varianti, Sven Hermann, Manfred Schreier, Leitung[10]
- Mann mit Akkordeon beim Pirouettieren (2001) für Akkordeon Solo. UA: Eclat Festival Neue Musik Stuttgart 2002, 31. Januar 2002, Theaterhaus Stuttgart, Teodoro Anzellotti
- phonautograph (2002) für vier Frauenstimmen, Countertenor, Posaune, vier Plattenspieler und Live-Elektronik. UA: Donaueschinger Musiktage 2002, 19. Oktober 2002, Neue Vocalsolisten Stuttgart, Andrew Digby, Experimentalstudio der Heinrich Strobel-Stiftung des SWR
- kinotheken-pièce (2003) für Violine, Akkordeon, Bassklarinette, Klavier und Filmcollage. UA: Forum Neues Musiktheater, 23. Mai 2004, Staatsoper Stuttgart, ensemble recherche
- Schöner Götterfunken! Bilder einer Ausstellung einer Ausstellung (2006), Video-Textoper für 2 Saxofone, Schlagzeug und Live-Elektronik. UA: ISCM World New Music Festival 2006, 28. Juli 2006, Stuttgart, Mark Kysela, Sascha Armbruster, Pascal Pons, Alan Hilario
- showdown (music & filmclip series 1) (2007) für Schlagzeug Solo. Deutsche Erstaufführung: SWR Kammerkonzerte „Portrait-Konzert Alan Hilario“, 27. Juni 2009, Museum Frieder Burda, Baden-Baden, Jochen Schorer. Weitere Aufführung: SWR „attacca – geistesgegenwart musik“, 12. November 2014, Theaterhaus Stuttgart, Pascal Pons
- trinity rejoice (2008) für Orchester. UA: Forum Neue Musik hr2-Kultur, 3. Oktober 2008, Frankfurt, hr-Sinfonieorchester, Roland Kluttig, Leitung
- karaoke exotique remix (2009) für bis zu 6 Instrumente: Flöte, Klarinette, Klavier, Violine, Viola und Violoncello. UA: „Audio Poverty“ Konferenz über Musik und Armut, 7. Februar 2009, Berlin, ensemble mosaik
- sini(n)gang mix (2010), Schattenspiel, Musikperformance, Kochshow. UA: „Zukunftsmusik“ Musik der Jahrhunderte, 9. Oktober 2010, Leonberg, Gruppe kina manang: Alwin Reamillo, Ian Victoriano, Alan Hilario
- slap Schlag, Klaps + stick Stock (2010/13) für Streichquartett bzw. Schlagzeugquartett und Quartett-Tisch. UA: Donaueschinger Musiktage 2010, 16. Oktober 2010, JACK Quartet. UA der revidierten Fassung: „Portrait-Konzert Alan Hilario“, 14. Juni 2013, Conservatoire de Versailles, Percussion Ensemble. Deutsche Erstaufführung der revidierten Fassung: „HW20C_#3 KLASSE SPAHLINGER“, 17. Oktober 2020, Alte Feuerwache, Köln, ensemble hand werk
- white rice (Gebrauchsmusik mit Haltbarkeitsdatum) (2011) für zwei Saxofonisten. UA: Kunstpreis Berlin 2011 – Jubiläumsstiftung 1848/1948, 18. März 2011, Akademie der Künste, Berlin, Mark Kysela, Sascha Armbruster
- wait here for further instructions (2011) für projizierte Partitur, lautloses Publikum und improvisierende Spieler. UA: „Im Fruchtland“ Musica viva 2011, 13. November 2011, Kulturhaus Osterfeld, Pforzheim, Thomas Maos, Ekkehard Rössle, Mark Kysela
- cost of production divided by total number of played notes equals cost per single note (2015) für Orchester geteilt in 2 Gruppen mit Solo Schlagzeug und projizierten Zahlen. Uraufführung: „Lachenmann Perspektiven“ attacca III, 14. November 2015, Theaterhaus Stuttgart, Radio-Sinfonieorchester des SWR, Pascal Pons, Peter Rundel, Leitung
- Ang Pagdadalamhati (2017), Improvisationsvorlage/Musiktheater für zwei Trios mit Publikumsbeteiligung und Videoprojektion. UA: 3. Saisonkonzert „Fokus Philippinen“, 24. November 2017, Elisabeth Schneider-Stiftung, Freiburg, Ensemble Aventure
- Fünf Räume, Sieben Musiker:innen (2018), Musik für kleines Ensemble, Zuspielband und acht Türen. UA: „Stürmt die Burg 2018“, 24. November 2018, Wilhelmsburg, Ulm, Karin Hilario, Vanessa Brenzinger-Schüz, Mark Kysela, Pascal Pons, Sebastian Berweck, Anne Schumacher, Alan Hilario[11]
- Bevölkern Sie Ihre ganz eigene kleine Welt! (2020), Video-Textoper für 10 Musikerinnen und Musiker. UA als Live-Stream: 31. Oktober 2020, Schlossbergsaal des SWR Studio Freiburg, Ensemble Aventure. Erste Aufführung mit Publikum: Stadthaus Ulm, 16. Oktober 2022, Ensemble Aventure[12]
- Als der Löwenmensch aus dem Lonetal im August 2021 endlich ein Zoom-Meeting mit seiner Verwandtschaft, dem Wildschwein aus Sulawesi, machen konnte (2021), Kunstausstellung (Ian Victoriano) und Hörspiel/Klanginstallation. UA: „Stürmt die Burg 2021“, 30. Juli 2021, Wilhelmsburg, Ulm
- Upended withdrawal (2021/22), macédoine série 1, Elektronische Musik mit Mobiltelefonen. Erstsendung: „Verflucht sei Krieg! Stop the War!“, 16. Juni 2022, Deutschlandfunk Kultur. UA (Version mit zusätzlichen Lautsprechern): 15. April 2023, Ulmer Münster
- sie kann nicht sprechen (2022) für nicht obligates Ensemble und Musiknotationssoftware. UA: „Sichtbare Musik“ Klanggutkatalog 3, 12. Oktober 2022, Kesselhaus in der Kulturbrauerei, Berlin, ensemble mosaik[13]
- An Berlingers Pro-These (2022/23), macédoine série 2, für E-Violine, zwei Keyboards, zwei Akkordeons, Posaunenquartett mit Perkussion, 10-kanaliges Audiozuspiel und partizipatives Publikum. UA: 15. April 2023, Ulmer Münster, Alistair Zaldua, Lauren Redhead, composers slide quartet: Andrew Digby, Andreas Roth, Patrick Crossland, Posaunen: Jan Termath, Klangregie: Alan Hilario.[14] Einen Tag nach der UA folgte die Aufführung in der Hospitalkirche Stuttgart, die für ihren neue Musik-Schwerpunkt bekannt ist.